# لیست (مجله)
لیست (به انگلیسی: The List) یک مجلهٔ بریتانیایی دربارهٔ هنر و سرگرمی است که مطالبی از فیلم، تئاتر، موسیقی، خوراک، پوشاک و غیره را گردآوری می‌کند.